# Štrpce (gmina)
Štrpce (cyr. Штрпце, alb. Shtërpcë) – gmina w Kosowie w regionie Uroševac. Ma około 247 km² powierzchni i jest zamieszkana przez 6 503 osób (szacunki na 2022 rok). Głównym miastem jest Štrpce.
Według spisu powszechnego z 1991 roku gmina zamieszkana była przez 8 138 Serbów, 4 300 Albańczyków oraz 17 Czarnogórców. Według spisu z 2011 roku było to 3 757 Albańczyków oraz 3 148 Serbów.
Gospodarkę gminy stanowi głównie rolnictwo (w tym uprawa malin) oraz turystyka.